# Ariston mazolus
Ariston mazolus är en spindelart som beskrevs av Brent D. Opell 1979. Ariston mazolus ingår i släktet Ariston och familjen krusnätsspindlar. Inga underarter finns listade i Catalogue of Life.